# Pulitzer-Preis 1961
Der Pulitzer-Preis 1961 war die 45. Verleihung des renommierten US-amerikanischen Literaturpreises. Es wurden Preise in 14 Kategorien im Bereich Journalismus und dem Bereich Literatur, Theater und Musik vergeben.
Die Jury des Pulitzer-Preises bestand aus 15 Personen, unter anderem Joseph Pulitzer, Enkel des Pulitzer-Preis-Stifters und Herausgeber des St. Louis Post-Dispatch und Grayson Kirk, Präsident der Columbia-Universität.

## Preisträger
| Kategorie                                                                     | Preisträger                                | Begründung |
| ----------------------------------------------------------------------------- | ------------------------------------------ | --- |
| Dienst an der Öffentlichkeit (Public Service)                                 | Amarillo Globe-Times                       | Preis verliehen für die Aufdeckung von Problemen in der Strafverfolgung von Amarillo, die zu einem Personalwechsel führte.             |
| Lokale Berichterstattung, zeitnahe Ausgabe (Local Reporting, Edition Time)    | Sanche De Gramont, New York Herald Tribune | Preis verliehen für den Bericht über den Tod von Leonard Warren auf der Bühne der Metropolitan Opera.                                  |
| Lokale Berichterstattung, ohne Ausgabezeit (Local Reporting, No Edition Time) | Edgar May, Buffalo Evening News            | Preis verliehen für die Berichterstattung über die New Yorker Wohlfahrtsverbände mit dem Titel Our Costly Dilemma.                     |
| Berichterstattung im Inland (National Reporting)                              | Edward R. Cony, The Wall Street Journal    | Preis verliehen für die Analyse des Holzgeschäfts, die die Öffentlichkeit auf ethisch fraglichen Geschäftspraktiken aufmerksam machte. |
| Auslandsberichterstattung (International Reporting)                           | Lynn Heinzerling, Associated Press         | Preis verliehen für die Berichterstattung über die Anfänge der Kongowirren und aus anderen Teilen von Afrika.                          |
| Leitartikel (Editorial Writing)                                               | William J. Dorvillier, San Juan Star       | Preis verliehen für die Leitartikel über die kirchliche Einmischung bei den Gouverneurswahlen 1960 in Puerto Rico.                     |
| Karikatur (Editorial Cartooning)                                              | Carey Orr, Chicago Tribune                 | Preis verliehen für die Karikatur mit dem Titel The Kindly Tiger.                                                                      |
| Fotografie (Photography)                                                      | Yasushi Nagao, Mainichi                    | Preis verliehen für die Fotografie Tokyo Stabbing.                                                                                     |

| Kategorie                                                   | Preisträger                                                                |
| ----------------------------------------------------------- | -------------------------------------------------------------------------- |
| Belletristik (Fiction)                                      | To Kill A Mockingbird (dt. Titel: Wer die Nachtigall stört) von Harper Lee |
| Theater (Drama)                                             | All The Way Home von Tad Mosel                                             |
| Geschichte (History)                                        | Between War and Peace: The Potsdam Conference von Herbert Feis             |
| Biographie oder Autobiographie (Biography or Autobiography) | Charles Sumner and the Coming of the Civil War von David Donald            |
| Dichtung (Poetry)                                           | Times Three: Selected Verse From Three Decades von Phyllis McGinley        |
| Musik (Music)                                               | Symphony No. 7 von Walter Piston                                           |

Sonderpreis (Special Awards and Citations)
- American Heritage Picture History of the Civil War, als herausragendes Beispiel einer amerikanischen Veröffentlichung.